# Sant Maurici de Vic
Saint-Maurice és un municipi francès situat al departament del Puèi Domat i a la regió d'Alvèrnia-Roine-Alps. L'any 2007 tenia 783 habitants.

## Demografia

### Població
El 2007 la població de fet de Saint-Maurice era de 783 persones. Hi havia 331 famílies de les quals 85 eren unipersonals (39 homes vivint sols i 46 dones vivint soles), 119 parelles sense fills, 119 parelles amb fills i 8 famílies monoparentals amb fills.
La població ha evolucionat segons el següent gràfic:
Habitants censats

### Habitatges
El 2007 hi havia 390 habitatges, 332 eren l'habitatge principal de la família, 19 eren segones residències i 38 estaven desocupats. 384 eren cases i 6 eren apartaments. Dels 332 habitatges principals, 292 estaven ocupats pels seus propietaris, 35 estaven llogats i ocupats pels llogaters i 6 estaven cedits a títol gratuït; 2 tenien una cambra, 15 en tenien dues, 56 en tenien tres, 92 en tenien quatre i 167 en tenien cinc o més. 254 habitatges disposaven pel capbaix d'una plaça de pàrquing. A 109 habitatges hi havia un automòbil i a 199 n'hi havia dos o més.

### Piràmide de població
La piràmide de població per edats i sexe el 2009 era:
| Homes | Edats   | Dones |
| ----- | ------- | ----- |
| 0     | 95 o +  | 0     |
| 0     | 90 a 94 | 0     |
| 0     | 85 a 89 | 4     |
| 0     | 80 a 84 | 4     |
| 20    | 75 a 79 | 16    |
| 12    | 70 a 74 | 16    |
| 12    | 65 a 69 | 16    |
| 24    | 60 a 64 | 8     |
| 40    | 55 a 59 | 20    |
| 16    | 50 a 54 | 28    |
| 32    | 45 a 49 | 32    |
| 40    | 40 a 44 | 44    |
| 28    | 35 a 39 | 24    |
| 16    | 30 a 34 | 28    |
| 36    | 25 a 29 | 8     |
| 28    | 20 a 24 | 16    |
| 44    | 15 a 19 | 20    |
| 32    | 10 a 14 | 24    |
| 28    | 5 a 9   | 12    |
| 8     | 0 a 4   | 8     |

## Economia
El 2007 la població en edat de treballar era de 537 persones, 390 eren actives i 147 eren inactives. De les 390 persones actives 363 estaven ocupades (195 homes i 168 dones) i 27 estaven aturades (15 homes i 12 dones). De les 147 persones inactives 71 estaven jubilades, 42 estaven estudiant i 34 estaven classificades com a «altres inactius».

### Ingressos
El 2009 a Saint-Maurice hi havia 344 unitats fiscals que integraven 840,5 persones, la mediana anual d'ingressos fiscals per persona era de 21.385 €.

### Activitats econòmiques
Dels 23 establiments que hi havia el 2007, 3 eren d'empreses alimentàries, 7 d'empreses de construcció, 2 d'empreses de comerç i reparació d'automòbils, 1 d'una empresa de transport, 1 d'una empresa d'hostatgeria i restauració, 1 d'una empresa financera, 5 d'empreses de serveis, 2 d'entitats de l'administració pública i 1 d'una empresa classificada com a «altres activitats de serveis».
Dels 6 establiments de servei als particulars que hi havia el 2009, 2 eren guixaires pintors, 1 fusteria, 1 lampisteria, 1 empresa de construcció i 1 restaurant.
L'únic establiment comercial que hi havia el 2009 era una fleca.
L'any 2000 a Saint-Maurice hi havia 11 explotacions agrícoles que ocupaven un total de 135 hectàrees.

## Equipaments sanitaris i escolars
El 2009 hi havia una escola elemental.

## Poblacions més properes
El següent diagrama mostra les poblacions més properes.